# Bârca (okręg Aluta)
Bârca – wieś w Rumunii, w okręgu Aluta, w gminie Valea Mare. W 2011 roku liczyła 215 mieszkańców. 